# Champagnegalopp
För andra betydelser, se Champagnegalopp (olika betydelser).
Champagnegalopp är en tradition i studentlivet vid Uppsala universitet. Den går i Uppsala ut på att, på Valborgsmässoafton, dricka champagne på någon av studentnationerna direkt efter mösspåtagningen vid Carolina Rediviva. Namnet kommer av att man traditionellt sett ska springa från mösspåtagningen till en nation. De senaste åren står dock de flesta som besöker en Champagnegalopp redan i en kö utanför en nation när mösspåtagningen håller på.
Champagnegalopp startades av två studenter på Stockholms nation år 1975.